# Strzelectwo na Letniej Uniwersjadzie 2011
Strzelectwo na Letniej Uniwersjadzie 2011 zostało rozegrane w dniach 18–22 sierpnia 2011. Do rozdania było 36 kompletów medali. Areną zmagań zawodników i zawodniczek były Shooting Range Hall i Longgang Trap & Skeet Range.

## Mężczyźni
| Konkurencja                                | Złoto:                                                         | Wynik   | Srebro:                                                         | Wynik   | Brąz:                                                                | Wynik   |
| Pistolety                                  |                                                                |         |                                                                 |         |                                                                      |         |
| Pistolet pneumatyczny 10 m                 | Lee Dae-myung                                                  |         | Pang Wei                                                        |         | Kim Geun-bok                                                         |         |
| Pistolet pneumatyczny 10 m – drużynowo     | Korea Południowa                                               |         | Chiny                                                           |         | Rosja                                                                |         |
| Pistolet szybkostrzelny 25 m               | Ding Feng                                                      |         | Zhou Zhiguo                                                     |         | Li Yuehong                                                           |         |
| Pistolet szybkostrzelny 25 m – drużynowo   | Chiny                                                          |         | Francja                                                         |         | Rosja                                                                |         |
| Pistolet standardowy 25 m                  | Ding Feng                                                      |         | Zhou Zhiguo                                                     |         | Dmitrij Brajko                                                       |         |
| Pistolet standardowy 25 m – drużynowo      | Chiny                                                          |         | Rosja                                                           |         | Tajlandia                                                            |         |
| Pistolet dowolny 50 m                      | Lee Dae-myung                                                  |         | Damir Mikec                                                     |         | Mai Jiajie                                                           |         |
| Pistolet dowolny 50 m – drużynowo          | Chiny                                                          |         | Korea Południowa                                                |         | Polska                                                               |         |
| Karabiny                                   |                                                                |         |                                                                 |         |                                                                      |         |
| Karabin pneumatyczny 10 m                  | Niccolò Campriani                                              |         | Yu Jae-chul                                                     |         | Gong Jiawei                                                          |         |
| Karabin pneumatyczny 10 m – drużynowo      | Włochy                                                         |         | Chiny                                                           |         | Rosja                                                                |         |
| Karabin 3 pozycje 50 m                     | Niccolò Campriani                                              |         | Kang Hongwei                                                    |         | Siergiej Kamienskij                                                  |         |
| Karabin dowolny 3 pozycje 50 m – drużynowo | Chiny                                                          |         | Francja                                                         |         | Rosja                                                                |         |
| Karabin dowolny leżąc 50 m                 | Juryj Szczerbacewicz                                           |         | Cao Yifei                                                       |         | Aleksandr Jermakow                                                   |         |
| Karabin dowolny leżąc 50 m – drużynowo     | Białoruś                                                       |         | Mongolia                                                        |         | Szwecja                                                              |         |
| Skeet                                      |                                                                |         |                                                                 |         |                                                                      |         |
| Indywidualnie                              | Giancarlo Tazza                                                | 147 (2) | Ralf Buchheim                                                   | 147 (1) | Gorden Gosch                                                         | 143     |
| Drużynowo                                  | Czechy Daniel Herberger · Petr Málek · Jakub Novota            | 353     | Rosja Aleksander Bondar · Nikołaj Pilszczikow · Nikołaj Tiepłyj | 350     | Cypr Andreas Chasikos · Dimitris Konstantinou · Anastasios Chapesiis | 344     |
| Trap                                       |                                                                |         |                                                                 |         |                                                                      |         |
| Indywidualnie                              | Marco Panizza                                                  | 146     | Jakub Trzebiński                                                | 144 (1) | Simone Lorenzo Prosperi                                              | 144 (0) |
| Drużynowo                                  | Włochy Simone Lorenzo Prosperi · Andrea Miotto · Marco Panizza | 363     | Chiny Li Yang · Liu Jie · Du Yu                                 | 357     | Polska Jakub Trzebiński · Łukasz Szum · Piotr Kowalczyk              | 349     |
| Trap podwójny                              |                                                                |         |                                                                 |         |                                                                      |         |
| Indywidualnie                              | Aleksander Furasiew                                            | 193     | Pan Qiang                                                       | 192     | Hwang Sung-jin                                                       | 191     |
| Drużynowo                                  | Chiny Pan Qiang · Yang Yiyang · Li Jun                         | 427     | Rosja Roman Zagumiennow · Artur Mingazow · Aleksander Furasiew  | 423     | Włochy Antonino Barilla · Alessandro Chianese · Ferdinando Rossi     | 420     |

## Kobiety
| Konkurencja                                | Złoto:                               | Wynik  | Srebro:                                                               | Wynik  | Brąz:                                                          | Wynik  |
| Pistolety                                  |                                      |        |                                                                       |        |                                                                |        |
| Pistolet pneumatyczny 10 m                 | Harveen Srao                         |        | Tanyaporn Prucksakorn                                                 |        | Ołena Kostewycz                                                |        |
| Pistolet pneumatyczny 10 m – drużynowo     | Indie                                |        | Rosja                                                                 |        | Ukraina                                                        |        |
| Pistolet sportowy 25 m                     | Tanyaporn Prucksakorn                |        | Zorana Arunovic                                                       |        | Ołena Kostewycz                                                |        |
| Pistolet sportowy 25 m – drużynowo         | Ukraina                              |        | Korea Południowa                                                      |        | Chiny                                                          |        |
| Karabiny                                   |                                      |        |                                                                       |        |                                                                |        |
| Karabin pneumatyczny 10 m                  | Petra Zublasing                      |        | Lisa Ungerank                                                         |        | Manuela Christel Felix                                         |        |
| Karabin pneumatyczny 10 m – drużynowo      | Chiny                                |        | Korea Południowa                                                      |        | Rosja                                                          |        |
| Karabin 3 pozycje 50 m                     | Adéla Sýkorová                       |        | Chuluunbadrakh Narantuya                                              |        | Kata Veres                                                     |        |
| Karabin dowolny 3 pozycje 50 m – drużynowo | Chiny                                |        | Francja                                                               |        | Czechy                                                         |        |
| Karabin dowolny leżąc 50 m                 | Li Peijing                           |        | Wang Chengyi                                                          |        | Marli Vlok                                                     |        |
| Karabin dowolny leżąc 50 m – drużynowo     | Chiny                                |        | Rosja                                                                 |        | Tajlandia                                                      |        |
| Skeet                                      |                                      |        |                                                                       |        |                                                                |        |
| Indywidualnie                              | Monika Zemková                       | 96 (5) | Danka Barteková                                                       | 96 (4) | Yu Xiumin                                                      | 94     |
| Drużynowo                                  | Chiny Yu Xiumin · Yang Jing · Lu Min | 204    | Kazachstan Elwira Akczurina · Żanija Ajdarchanowa · Anżelina Miczszuk | 200    | Rosja Łandysz Garajewa · Albina Szakirowa · Anastazja Kitajewa | 197    |
| Trap                                       |                                      |        |                                                                       |        |                                                                |        |
| Indywidualnie                              | Jana Beckmann                        | 94     | Catherine Skinner                                                     | 93     | Kang Gee-eun                                                   | 92     |
| Drużynowo                                  |                                      |        |                                                                       |        |                                                                |        |
| Trap podwójny                              |                                      |        |                                                                       |        |                                                                |        |
| Indywidualnie                              | Yang Xiaohui                         | 101    | Marija Dmitrijenko                                                    | 98 (3) | Hsu Jie-yu                                                     | 98 (2) |
| Drużynowo                                  |                                      |        |                                                                       |        |                                                                |        |